# Рутенг
Рутенг (індонез. Ruteng) — місто в індонезійській провінції Східна Південно-Східна Нуса, адміністративний центр району Манггарай.

## Географія
Рутенг розташовується на острові Флорес, в його західній частині.

### Клімат
Місто знаходиться у зоні, котра характеризується кліматом тропічних саван. Найтепліший місяць — листопад із середньою температурою 23.1 °C (73.6 °F). Найхолодніший місяць — липень, із середньою температурою 20.6 °С (69.1 °F).
| Клімат Рутенга          | Клімат Рутенга | Клімат Рутенга | Клімат Рутенга | Клімат Рутенга | Клімат Рутенга | Клімат Рутенга | Клімат Рутенга | Клімат Рутенга | Клімат Рутенга | Клімат Рутенга | Клімат Рутенга | Клімат Рутенга | Клімат Рутенга |
| Показник                | Січ.           | Лют.           | Бер.           | Квіт.          | Трав.          | Черв.          | Лип.           | Серп.          | Вер.           | Жовт.          | Лист.          | Груд.          | Рік            |
| Середня температура, °C | 22,6           | 22,3           | 22,2           | 22,2           | 21,8           | 21,2           | 20,6           | 20,6           | 21,5           | 22,7           | 23,1           | 22,8           | 22             |
| Норма опадів, мм        | 574.8          | 515.6          | 507.4          | 296.6          | 202.5          | 93.2           | 63.4           | 73.1           | 135.2          | 262            | 384.3          | 468.2          | 3576.3         |
| Днів з опадами          | 23,3           | 20,3           | 18,2           | 12,6           | 9,2            | 6,7            | 5,4            | 4,3            | 4,3            | 5,7            | 13,5           | 20,5           | 144            |
| Вологість повітря, %    | 82.6           | 83.1           | 81.4           | 76.5           | 74.7           | 72.7           | 71             | 68.5           | 66.6           | 68.2           | 73.7           | 80             | 74.9           |
| ----------------------- | -------------- | -------------- | -------------- | -------------- | -------------- | -------------- | -------------- | -------------- | -------------- | -------------- | -------------- | -------------- | -------------- |
| Джерело: Weatherbase    |                |                |                |                |                |                |                |                |                |                |                |                |                |